# Anton Herman Amory
Anton Herman Amory (Gorinchem, 18 november 1862 – Arnhem, 14 oktober 1930) was een Nederlands componist.

## Biografie
Hij werd geboren in het gezin van geweermaker Henri Pierre Amorij en Joanna Mooren. Hijzelf trouwde met Elisabeth Jacoba Johanna Berends (1864-1942) uit Zutphen. Zij (E. Amory-Berends), schrijvend onder pseudoniem Vada, was dochter van de officier van gezondheid, 2e luitenant Petrus Gerardus Berends. Amory zou een aantal teksten van haar gebruiken bij zijn liederen. Ook Alphons Diepenbrock schreef muziek onder een gedicht van haar, Beiaard. Amory overleed in het Elisabeths Gasthuis te Arnhem aan een hartkwaal.
Zijn muzikale opleiding kreeg hij van Hendrik Arnoldus Meijroos te Arnhem, maar hij was voornamelijk autodidact. Al vanaf zijn 19e levensjaar fungeerde hij als docent pianospel, vioolspel, muziektheorie en compositie aan de muziekscholen van Arnhem en Wageningen en gaf hij ook vanuit huis les. In 1908 richtte hij samen met Arnold Wagenaar en Leo Michielsen de Arnhemsche Vereeniging voor kamermuziekuitvoeringen op.
Naast componeren was hij bestuurlijk werkzaam. Hij was penningmeester van de Koninklijke Nederlandsche Toonkunstenaars Vereeniging en zat ook in diverse examencommissies van die instelling. Van zijn hand verscheen een muzikaal zakwoordenboek en een monografie over muziekonderwijs. Ook had hij enige tijd een betrekking als muziekrecensent in de Nieuwe Arnhemsche Courant.

## Werklijst

### Composities met opusnummer
Een aantal van onderstaande werken werden uitgegeven door de muziekhandel van J.A.H. Wagenaar, familie van Arnold Wagenaar:
- opus 8.1: Der Jäger, lied voor zangstem en piano op tekst van Schiller
- opus 10: Strijkkwartet I (manuscript)
- opus 12: Twee liederen, voor zangstem en piano (1.De laatste avond, 2.Laatste droom)
- opus 14: Strijkkwartet II (manuscript)
- opus 15: Variations sur un thème original
- opus 16: Albumblätter, voor piano (1.Scherzino, 2. Trauermarsch, 3.Capricietto)
- opus 19: Kerstcantate, voor mannenkoor, solisten en orgel
- opus 20: Orkestsuite I (manuscript)
- opus 23: Strijkkwartet III (manuscript)
- opus 24: Zwei Scherzi voor piano vierhandig
- opus 27: Sonate voor viool nr. 1 (manuscript)
- opus 28: Präludium und Fuga für Klavier
- opus 30: Leocantate, voor mannenkoor, solisten en orgel (1887)
- opus 32: Gavotte pour instruments a cordes
- opus 33: Orkestsuite II (manuscript), waaruit Idylle
- opus 35: Karakterstukken voor orkest I (manuscript)
- opus 37: Orkestsuite III (manuscript)
- opus 39: Polonaise/Impromptu, voor piano
- opus 40: Kroningszang, voor mannenkoor, solisten en orkest of piano (1898)
- opus 41: Zwei Lieder, voor zangstem en piano (1.Wanderlied, 2 Ein Röslein roth)
- opus 43: Hooglied, voor vierstemmig mannenkoor
- opus 44: Meizang en Oogstlied voor vrouwenkoor, tekst Anthony Christiaan Winand Staring
- opus 45: Orgelstukken I (1.Feestvoorspel)
- opus 46: Drei Gesänge mit Klavier (1.Und Morgen wird es Frühling seinn, 2.Herbst, 3.Meeresabend)
- opus 48: Angelus, ballade voor een diepe stem met piano
- opus 49: Twee romances voor viool en piano (1904, Meyroos en Kalshoven)
- opus 51: Drie liederen (1.Serenade, 2.Lente, 3.Het lied van den smid)
  - Lente is uitgevoerd op 18 maart 1928 door de Arnhemsche Orkest Vereeniging onder leiding van Martin Spanjaard met zangeres Adrie Stenfert Kroese-van Seventer in Musis Sacrum
- opus 52: Orgelstukken II (1.Pensée médidative, 2.Bethlehem), voor orgel (1905)
- opus 53: Twee karaktersonatines voor piano
- opus 54: In ’t Bosch, cantate voor kinderkoor, mezzosopraan, viool en piano (op tekst van Vada), opgenomen in bundel Kun je nog zingen, zing dan mee
- opus 55: Sonate voor viool nr. 2 (manuscript)
- opus 56: Die Schlacht bij Bönhöved, twee ballades voor zangstem met orkest of piano
- opus 57: Liederen en balladen: Van een admiraal,  voor zangstem en piano, tekst Vada
- opus 58: Zeggen en zingen, een zestal schetsen uit het kinderleven I, met inleiding op tekst van Vada
- opus 59: Strijkkwartet IV (manuscript, 1907)
- opus 60: Karakterstukken voor orkest II (manuscript)
- opus 61: Schetsen uit het kinderleven II, met inleiding op tekst van Vada
- opus 62: Karakterstukken voor orkest III (manuscript)
- opus 63: Liederen en balladen III, Drie liedjes in den volkstoon, voor zangstem met piano op tekst van Vada:
- opus 68: Drie liederen, voor zangstem en piano
- opus 69: Naar de heide!, cantate voor kinderkoor, mezzosopraan en declamatie met begeleiding van piano, 2 trompetten, hoorn, trombone en kleine trom
- opus 71: De eerste voordrachten, voor viool met piano (Berceuse, Siciliano, Marsch, Aria)
- opus 74.1: Weinacht, zangstem en orgel of piano

### Composities zonder opusnummer
- Oranjelied voor eenstemmig mannenkoor of gemengd koor met begeleiding van piano of orgel of kopenensemble en pauken op tekst van Otto van Valkenburgh
- twee liedjes voor Oranjedagen, voor zangstem of eenstemmig koor met piano; tekst Vada
  - Ons koningshuis werd uitgevoerd op 21 mei 1902 in Musis Sacrum
- Danton, ballade voor orkest (uitgevoerd 25 en 26 juni 1901)
- Oefeningen voor piano
- Vrijheidslied op tekst van Vada
- Gewitter voor mannenkoor a capella op tekst van Julius Sturm en Vada
- Feestklanken Io vivat
- Volkslied, voor zangstem en piano
- Marsch, voor tweestemmig jongenskoor met begeleiding van piano en kopenensemble
- Ave Maria, voor zangstem met viool en piano; tekst van Constant Eeckels
- Liederen en balladen, voor zangstem en piano; tekst van Vada
- Festmarsch (1894)
- Tantum ergo, voor bariton met orgel of piano (1890)
- Dansliedje op tekst van Jan Dirk Cornelis van Dokkum
- Beiaard, tekst van Vada